# 벚꽃로 (창원시)
벚꽃로(Beotkkot-ro)는 경상남도 창원시 진해구 광화동, 익선동 진해공설운동장 진입로와 충무동 수협앞 교차로를 잇는 경상남도의 도로이다.

## 주요 경유지
경상남도 창원시
- 진해구(광화동, 익선동, 창선동, 대천동, 평안동, 통신동, 대흥동, 송학동, 화천동, 충무동)

## 노선
| 이름          | 접속 노선             | 소재지   | 소재지 | 소재지 | 좌측 동 소재지 | 우측 동 소재지 | 비고 |
| ------------- | --------------------- | -------- | ------ | ------ | -------------- | -------------- | ---- |
| (이름 없음)   | 충무로 편백로14번길   | 경상남도 | 창원시 | 진해구 | 익선동         | 광화동         | 시점 |
| (이름 없음)   | 중원서로              | 경상남도 | 창원시 | 진해구 | 창선동         | 광화동         |      |
| 광화교        |                       | 경상남도 | 창원시 | 진해구 | 대천동         | 광화동         |      |
| 중원로터리    | 편백로 백구로 중원로  | 경상남도 | 창원시 | 진해구 | 평안동         | 통신동         |      |
| (이름 없음)   | 충장로82번길          | 경상남도 | 창원시 | 진해구 | 평안동         | 통신동         |      |
| 제황산사거리  | 중원동로 중원로74번길 | 경상남도 | 창원시 | 진해구 | 대흥동         | 대흥동         |      |
|               |                       | 경상남도 | 창원시 | 진해구 | 송학동         |                |      |
|               |                       | 경상남도 | 창원시 | 진해구 | 화천동         |                |      |
| 수협앞 교차로 | 충장로                | 경상남도 | 창원시 | 진해구 | 충무동         | 충무동         | 종점 |